# Grand Prix-wegrace van Oostenrijk
De Grand Prix van Oostenrijk was een wegrace voor motorfietsen die van 1927 tot 1997 en vanaf 2016 wordt georganiseerd. Van 1971 tot 1997 en vanaf 2016 maken de races deel uit van het wereldkampioenschap wegrace. 

Salzburgring

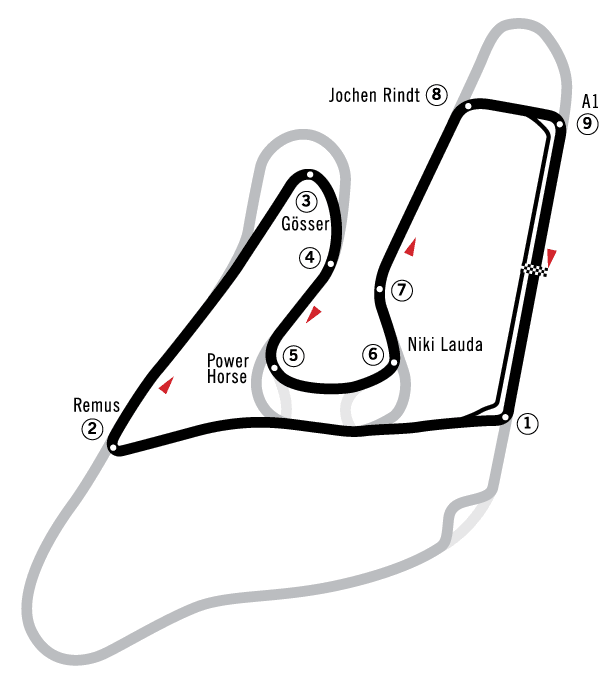
A1-Ring in 1996

## Statistiek Grand Prix van Oostenrijk

### Van 1927 tot 1930
| Jaar | Circuit   | Klasse   | Winnaar                            |
| ---- | --------- | -------- | ---------------------------------- |
| 1927 | Vösendorf | 175 cc   | Kurt Friedrich (DKW)               |
| 1927 | Vösendorf | 250 cc   | Karl Machu (Rex-ACME)              |
| 1927 | Vösendorf | 350 cc   | Jimmie Simpson (AJS)               |
| 1927 | Vösendorf | 500 cc   | Emmerich Nagy (BMW)                |
| 1927 | Vösendorf | 1.000 cc | Josef Stelzer (BMW)                |
|      |           |          |                                    |
| 1928 | Vösendorf | 175 cc   | Phillip Boos-Waldeck (MT-Villiers) |
| 1928 | Vösendorf | 250 cc   | Cecil Ashby (OK Supreme)           |
| 1928 | Vösendorf | 350 cc   | Wal Handley (AJS)                  |
| 1928 | Vösendorf | 500 cc   | George Rowley (AJS)                |
| 1928 | Vösendorf | 1.000 cc | Karl Gall (BMW)                    |
|      |           |          |                                    |
| 1929 | Vösendorf | 250 cc   | Rudolf Runtsch (OK Supreme)        |
| 1929 | Vösendorf | 350 cc   | George Rowley (AJS)                |
| 1929 | Vösendorf | 500 cc   | Arthur Simcock (Sunbeam)           |
| 1929 | Vösendorf | 1.000 cc | Otto Steinfellner (BMW)            |
|      |           |          |                                    |
| 1930 | Vösendorf | 175 cc   | Karl Bohmann (DKW)                 |
| 1930 | Vösendorf | 250 cc   | Siegfried Cmyral (Puch)            |
| 1930 | Vösendorf | 350 cc   | Leo Davenport (AJS)                |
| 1930 | Vösendorf | 500 cc   | Arthur Tyler (Raleigh)             |
| 1930 | Vösendorf | 1.000 cc | Paul Rüttchen (NSU)                |

### Van 1947 tot 1957
| Datum             | Circuit            | Klasse           | Winnaar                                  |                  |
| ----------------- | ------------------ | ---------------- | ---------------------------------------- | ---------------- |
| 6 juli 1947       | Salzburg-Liefering | 125 cc           | Sepp Hofer (Puch)                        |                  |
| 6 juli 1947       | Salzburg-Liefering | 250 cc           | Stanislaus Suchanek (Puch)               |                  |
| 6 juli 1947       | Salzburg-Liefering | 350 cc           | Franz-Josef Binder (Velocette)           |                  |
| 6 juli 1947       | Salzburg-Liefering | 500 cc           | R. Rieberer (BMW)                        |                  |
| 6 juli 1947       | Salzburg-Liefering | Zijspanklasse    | Julius Beer/ Gernot Zingerle (Norton)    |                  |
|                   |                    |                  |                                          |                  |
| 12 september 1948 | Salzburg-Liefering | 125 cc           | Alfred Friedhuber (Puch)                 |                  |
| 12 september 1948 | Salzburg-Liefering | 250 cc           | Biagio Nocchi (Moto Guzzi)               |                  |
| 12 september 1948 | Salzburg-Liefering | 350 cc           | Rudolf Runtsch (Norton)                  |                  |
| 12 september 1948 | Salzburg-Liefering | 500 cc           | Helmut Volzwinkler (Norton)              |                  |
| 12 september 1948 | Salzburg-Liefering | Zijspanklasse    | Franz Ferstl/ Ida Ferstl (Norton)        |                  |
|                   |                    |                  |                                          |                  |
| 1949              | geen wedstrijden   | geen wedstrijden | geen wedstrijden                         | geen wedstrijden |
|                   |                    |                  |                                          |                  |
| 22 oktober 1950   | Salzburg-Liefering | 125 cc           | Hans Wechner (Puch)                      |                  |
| 22 oktober 1950   | Salzburg-Liefering | 250 cc           | Alexander Mayer (Moto Guzzi)             |                  |
| 22 oktober 1950   | Salzburg-Liefering | 350 cc           | Ernst Vogel (AJS)                        |                  |
| 22 oktober 1950   | Salzburg-Liefering | 500 cc           | Helmut Volzwinkler (Norton)              |                  |
| 22 oktober 1950   | Salzburg-Liefering | Zijspanklasse    | Karl Echschlager/(BMW)                   |                  |
|                   |                    |                  |                                          |                  |
| 1 mei 1951        | Salzburg-Liefering | 125 cc           | Kurt Schneeweiß (Puch)                   |                  |
| 1 mei 1951        | Salzburg-Liefering | 250 cc           | Alexander Mayer (Moto Guzzi)             |                  |
| 1 mei 1951        | Salzburg-Liefering | 350 cc           | Leonard Fassl (AJS)                      |                  |
| 1 mei 1951        | Salzburg-Liefering | 500 cc           | Leonard Fassl (Norton)                   |                  |
| 1 mei 1951        | Salzburg-Liefering | Zijspanklasse    | Johann Schäfer/ Huber (BMW)              |                  |
|                   |                    |                  |                                          |                  |
| 1 mei 1952        | Salzburg-Liefering | 125 cc           | Alexander Mayer (Mondial)                |                  |
| 1 mei 1952        | Salzburg-Liefering | 250 cc           | Enrico Lorenzetti (Moto Guzzi)           |                  |
| 1 mei 1952        | Salzburg-Liefering | 350 cc           | Enrico Lorenzetti (Moto Guzzi)           |                  |
| 1 mei 1952        | Salzburg-Liefering | 500 cc           | Lodovico Facchinelli (Gilera)            |                  |
| 1 mei 1952        | Salzburg-Liefering | Zijspanklasse    | Ernst Ebersberger/ Hans Strauß (BMW)     |                  |
|                   |                    |                  |                                          |                  |
| 1 mei 1953        | Salzburg-Liefering | 175 cc           | Franz Albert (Apfelbeck)                 |                  |
| 1 mei 1953        | Salzburg-Liefering | 350 cc           | Johann Kainz (Norton)                    |                  |
| 1 mei 1953        | Salzburg-Liefering | 500 cc           | Ernst Kussin (Norton)                    |                  |
| 1 mei 1953        | Salzburg-Liefering | Zijspanklasse    | Ernst Kussin/(Norton)                    |                  |
|                   |                    |                  |                                          |                  |
| 1 mei 1954        | Salzburg-Liefering | 125 cc           | onbekend                                 |                  |
| 1 mei 1954        | Salzburg-Liefering | 250 cc           | Kramer (Puch)                            |                  |
| 1 mei 1954        | Salzburg-Liefering | 350 cc           | Helmut Volzwinkler (Puch)                |                  |
| 1 mei 1954        | Salzburg-Liefering | 500 cc           | Walter Zeller (BMW)                      |                  |
| 1 mei 1954        | Salzburg-Liefering | Zijspanklasse    | onbekend                                 |                  |
|                   |                    |                  |                                          |                  |
| 1 mei 1955        | Salzburg-Liefering | 125 cc           | Paul Schwarz (KTM)                       |                  |
| 1 mei 1955        | Salzburg-Liefering | 250 cc           | Hermann Paul Müller (NSU)                |                  |
| 1 mei 1955        | Salzburg-Liefering | 350 cc           | Siegfried Wünsche (DKW)                  |                  |
| 1 mei 1955        | Salzburg-Liefering | 500 cc           | Walter Zeller (BMW)                      |                  |
| 1 mei 1955        | Salzburg-Liefering | Zijspanklasse    | Edgar Strub/ Günter Borgesdiek (BMW)     |                  |
|                   |                    |                  |                                          |                  |
| 1 mei 1956        | Salzburg-Liefering | 125 cc           | August Hobl (DKW)                        |                  |
| 1 mei 1956        | Salzburg-Liefering | 250 cc           | František Bartoš (ČZ)                    |                  |
| 1 mei 1956        | Salzburg-Liefering | 350 cc           | August Hobl (DKW)                        |                  |
| 1 mei 1956        | Salzburg-Liefering | 500 cc           | Walter Zeller (BMW)                      |                  |
| 1 mei 1956        | Salzburg-Liefering | Zijspanklasse    | Fritz Hillebrand/ Manfred Grunwald (BMW) |                  |
|                   |                    |                  |                                          |                  |
| 1 mei 1957        | Salzburg-Liefering | 125 cc           | Carlo Ubbiali (MV Agusta)                |                  |
| 1 mei 1957        | Salzburg-Liefering | 250 cc           | Carlo Ubbiali (MV Agusta)                |                  |
| 1 mei 1957        | Salzburg-Liefering | 350 cc           | Enrico Lorenzetti (Moto Guzzi)           |                  |
| 1 mei 1957        | Salzburg-Liefering | 500 cc           | Gerold Klinger (BMW)                     |                  |
| 1 mei 1957        | Salzburg-Liefering | Zijspanklasse    | Fritz Hillebrand/ Manfred Grunwald (BMW) |                  |

### Van 1958 tot 1970
| Editie | Jaar | Circuit              | Klasse        | Winnaar                                  |
| ------ | ---- | -------------------- | ------------- | ---------------------------------------- |
| 1      | 1958 | Salzburg-Liefering   | 125 cc        | Carlo Ubbiali (MV Agusta)                |
| 1      | 1958 | Salzburg-Liefering   | 250 cc        | Carlo Ubbiali (MV Agusta)                |
| 1      | 1958 | Salzburg-Liefering   | 350 cc        | Paddy Driver (Norton)                    |
| 1      | 1958 | Salzburg-Liefering   | 500 cc        | Ernst Hiller (BMW)                       |
| 1      | 1958 | Salzburg-Liefering   | Zijspanklasse | Walter Scheider/ Hans Strauß (BMW)       |
|        |      |                      |               |                                          |
| 2      | 1959 | Salzburg-Liefering   | 125 cc        | Carlo Ubbiali (MV Agusta)                |
| 2      | 1959 | Salzburg-Liefering   | 250 cc        | Horst Fügner (MZ)                        |
| 2      | 1959 | Salzburg-Liefering   | 350 cc        | Gary Hocking (Norton)                    |
| 2      | 1959 | Salzburg-Liefering   | 500 cc        | John Hartle (MV Agusta)                  |
| 2      | 1959 | Salzburg-Liefering   | Zijspanklasse | Fritz Scheidegger/ Horst Burkhardt (BMW) |
|        |      |                      |               |                                          |
| 3      | 1960 | Salzburg-Liefering   | 125 cc        | Ernst Degner (MZ)                        |
| 3      | 1960 | Salzburg-Liefering   | 250 cc        | Ernst Degner (MZ)                        |
| 3      | 1960 | Salzburg-Liefering   | 350 cc        | František Šťastný (Jawa)                 |
| 3      | 1960 | Salzburg-Liefering   | 500 cc        | Dave Chadwick (Norton)                   |
| 3      | 1960 | Salzburg-Liefering   | Zijspanklasse | Helmut Fath/ Alfred Wohlgemuth (BMW)     |
|        |      |                      |               |                                          |
| 4      | 1961 | Salzburg-Liefering   | 125 cc        | Ernst Degner (MZ)                        |
| 4      | 1961 | Salzburg-Liefering   | 250 cc        | Ernst Degner (MZ)                        |
| 4      | 1961 | Salzburg-Liefering   | 350 cc        | František Šťastný (Jawa)                 |
| 4      | 1961 | Salzburg-Liefering   | 500 cc        | Dave Chadwick (Norton)                   |
| 4      | 1961 | Salzburg-Liefering   | Zijspanklasse | Helmut Fath/ Alfred Wohlgemuth (BMW)     |
|        |      |                      |               |                                          |
| 5      | 1962 | Salzburg-Liefering   | 125 cc        | Walter Brehme (MZ)                       |
| 5      | 1962 | Salzburg-Liefering   | 250 cc        | Werner Musiol (MZ)                       |
| 5      | 1962 | Salzburg-Liefering   | 350 cc        | František Šťastný (Jawa)                 |
| 5      | 1962 | Salzburg-Liefering   | 500 cc        | Mike Hailwood (MV Agusta)                |
| 5      | 1962 | Salzburg-Liefering   | Zijspanklasse | Florian Camathias/ Horst Burkhardt (BMW) |
|        |      |                      |               |                                          |
| 6      | 1963 | Salzburg-Liefering   | 125 cc        | László Szabó (MZ)                        |
| 6      | 1963 | Salzburg-Liefering   | 250 cc        | László Szabó (MZ)                        |
| 6      | 1963 | Salzburg-Liefering   | 350 cc        | John Hartle (Norton)                     |
| 6      | 1963 | Salzburg-Liefering   | 500 cc        | Mike Hailwood (MV Agusta)                |
| 6      | 1963 | Salzburg-Liefering   | Zijspanklasse | Fritz Scheidegger/ John Robinson (BMW)   |
|        |      |                      |               |                                          |
| 7      | 1964 | Salzburg-Liefering   | 125 cc        | Bert Schneider (Suzuki)                  |
| 7      | 1964 | Salzburg-Liefering   | 250 cc        | Stanislav Malina (ČZ)                    |
| 7      | 1964 | Salzburg-Liefering   | 350 cc        | Gustav Havel (Jawa)                      |
| 7      | 1964 | Salzburg-Liefering   | 500 cc        | György Kurucz (Norton)                   |
| 7      | 1964 | Salzburg-Liefering   | Zijspanklasse | Max Deubel/ Emil Hörner (BMW)            |
|        |      |                      |               |                                          |
| 8      | 1965 | Salzburg-Liefering   | 125 cc        | Hugh Anderson (Suzuki)                   |
| 8      | 1965 | Salzburg-Liefering   | 250 cc        | Dieter Krumpholz (MZ)                    |
| 8      | 1965 | Salzburg-Liefering   | 350 cc        | Frantisek Boček (Jawa)                   |
| 8      | 1965 | Salzburg-Liefering   | 500 cc        | Dan Shorey (Norton)                      |
| 8      | 1965 | Salzburg-Liefering   | Zijspanklasse | Max Deubel/ Emil Hörner (BMW)            |
|        |      |                      |               |                                          |
| 9      | 1966 | Salzburg-Anif-Grödig | 50 cc         | Barry Smith (Derbi)                      |
| 9      | 1966 | Salzburg-Anif-Grödig | 125 cc        | Luigi Taveri (Honda)                     |
| 9      | 1966 | Salzburg-Anif-Grödig | 250 cc        | Renzo Pasolini (Aermacchi)               |
| 9      | 1966 | Salzburg-Anif-Grödig | 350 cc        | Mike Hailwood (Honda)                    |
| 9      | 1966 | Salzburg-Anif-Grödig | 500 cc        | Jack Findlay (Matchless)                 |
| 9      | 1966 | Salzburg-Anif-Grödig | Zijspanklasse | Georg Auerbacher/ Eduard Dein (BMW)      |
|        |      |                      |               |                                          |
| 10     | 1967 | Salzburg-Anif-Grödig | 125 cc        | Hans Georg Anscheidt (Suzuki)            |
| 10     | 1967 | Salzburg-Anif-Grödig | 250 cc        | Luigi Taveri (Honda)                     |
| 10     | 1967 | Salzburg-Anif-Grödig | 350 cc        | Alberto Pagani (Aermacchi)               |
| 10     | 1967 | Salzburg-Anif-Grödig | 500 cc        | Giacomo Agostini (MV Agusta)             |
| 10     | 1967 | Salzburg-Anif-Grödig | Zijspanklasse | Georg Auerbacher/ Eduard Dein (BMW)      |
|        |      |                      |               |                                          |
| 11     | 1968 | Salzburg-Anif-Grödig | 50 cc         | Jakob Unterladstätter (Derbi)            |
| 11     | 1968 | Salzburg-Anif-Grödig | 125 cc        | László Szabó (MZ)                        |
| 11     | 1968 | Salzburg-Anif-Grödig | 250 cc        | Ralph Bryans (Honda)                     |
| 11     | 1968 | Salzburg-Anif-Grödig | 350 cc        | Bohumil Staša (ČZ)                       |
| 11     | 1968 | Salzburg-Anif-Grödig | 500 cc        | Billie Nelson (Paton)                    |
| 11     | 1968 | Salzburg-Anif-Grödig | Zijspanklasse | Klaus Enders/ Ralf Engelhardt (BMW)      |
|        |      |                      |               |                                          |
| 12     | 1969 | Salzburg-Anif-Grödig | 50 cc         | Harald Bartol (Kreidler)                 |
| 12     | 1969 | Salzburg-Anif-Grödig | 125 cc        | László Szabó (MZ)                        |
| 12     | 1969 | Salzburg-Anif-Grödig | 250 cc        | Ralph Bryans (Honda)                     |
| 12     | 1969 | Salzburg-Anif-Grödig | 350 cc        | Bohumil Staša (ČZ)                       |
| 12     | 1969 | Salzburg-Anif-Grödig | 500 cc        | Karl Hoppe (URS)                         |
| 12     | 1969 | Salzburg-Anif-Grödig | Zijspanklasse | Helmut Fath/ Wolfgang Kalauch (URS)      |
|        |      |                      |               |                                          |
| 13     | 1970 | Salzburgring         | 50 cc         | Harald Bartol (Kreidler)                 |
| 13     | 1970 | Salzburgring         | 125 cc        | Dave Simmonds (Kawasaki)                 |
| 13     | 1970 | Salzburgring         | 250 cc        | Kent Andersson (Yamaha)                  |
| 13     | 1970 | Salzburgring         | 350 cc        | Karl Hoppe (Yamaha)                      |
| 13     | 1970 | Salzburgring         | 500 cc        | Ferdi Kaczor (Münch-URS)                 |
| 13     | 1970 | Salzburgring         | Zijspanklasse | Georg Auerbacher/ Hermann Hahn (BMW)     |

### Van 1971 tot 1997 (Wereldkampioenschap wegrace)
(gekleurde achtergrond = niet in het kader van het wereldkampioenschap)
| Editie | Jaar | Circuit      | Klasse                | 1e                                              | 2e                                              | 3e                                               | Poleposition                                     | snelste ronde                                   |
| ------ | ---- | ------------ | --------------------- | ----------------------------------------------- | ----------------------------------------------- | ------------------------------------------------ | ------------------------------------------------ | ----------------------------------------------- |
| 14     | 1971 | Salzburgring | 50 cc                 | Jan de Vries (Van Veen-Kreidler)                | Ángel Nieto (Derbi)                             | Rudolf Kunz (Kreidler)                           | onbekend                                         | Jan de Vries (Kreidler)                         |
| 14     | 1971 | Salzburgring | 125 cc                | Ángel Nieto (Derbi)                             | Gilberto Parlotti (Morbidelli)                  | Barry Sheene (Suzuki)                            | onbekend                                         | Dieter Braun (Maico)                            |
| 14     | 1971 | Salzburgring | 250 cc                | Silvio Grassetti (MZ)                           | Günter Bartusch (MZ)                            | Gyula Marsovszky (Yamaha)                        | onbekend                                         | János Drapál (Yamaha)                           |
| 14     | 1971 | Salzburgring | 350 cc                | Giacomo Agostini (MV Agusta)                    | Werner Pfirter (Yamaha)                         | Steve Ellis (Yamaha)                             | onbekend                                         | Giacomo Agostini (MV Agusta)                    |
| 14     | 1971 | Salzburgring | 500 cc                | Giacomo Agostini (MV Agusta)                    | Keith Turner (Suzuki)                           | Eric Offenstadt (SMAC-Kawasaki)                  | onbekend                                         | Giacomo Agostini (MV Agusta)                    |
| 14     | 1971 | Salzburgring | Zijspanklasse         | Arsenius Butscher/ Josef Huber (BMW)            | Georg Auerbacher/ Hermann Hahn (BMW)            | Richard Wegener/ Adi Heinrichs (BMW)             | onbekend                                         | Arsenius Butscher/ Josef Huber (BMW)            |
|        |      |              |                       |                                                 |                                                 |                                                  |                                                  |                                                 |
| 15     | 1972 | Salzburgring | 125 cc                | Ángel Nieto (Derbi)                             | Gilberto Parlotti (Morbidelli)                  | Kent Andersson (Yamaha)                          | onbekend                                         | Ángel Nieto (Derbi)                             |
| 15     | 1972 | Salzburgring | 250 cc                | Börje Jansson (Derbi)                           | Jarno Saarinen (Yamaha)                         | John Dodds (Yamaha)                              | Hideo Kanaya (Yamaha)                            | Börje Jansson (Derbi)                           |
| 15     | 1972 | Salzburgring | 350 cc                | Giacomo Agostini (MV Agusta)                    | Hideo Kanaya (Yamaha)                           | Renzo Pasolini (Aermacchi)                       | Jarno Saarinen (Yamaha)                          | Giacomo Agostini (MV Agusta)                    |
| 15     | 1972 | Salzburgring | 500 cc                | Giacomo Agostini (MV Agusta)                    | Guido Mandracci (Suzuki)                        | Bo Granath (Husqvarna)                           | Giacomo Agostini (MV Agusta)                     | Giacomo Agostini (MV Agusta)                    |
| 15     | 1972 | Salzburgring | Zijspanklasse         | Klaus Enders/ Ralf Engelhardt (Busch-BMW)       | Heinz Luthringshauser/ Hans-Jürgen Cusnik (BMW) | Karl Venus/ Rainer Gundel (BMW)                  | onbekend                                         | Rudi Kurth/ Dane Rowe (CAT-Crescent)            |
|        |      |              |                       |                                                 |                                                 |                                                  |                                                  |                                                 |
| 16     | 1973 | Salzburgring | 125 cc                | Kent Andersson (Yamaha)                         | Börje Jansson (Maico)                           | Ángel Nieto (Morbidelli)                         | Kent Andersson (Yamaha)                          | Kent Andersson (Yamaha)                         |
| 16     | 1973 | Salzburgring | 250 cc                | Jarno Saarinen (Yamaha)                         | Hideo Kanaya (Yamaha)                           | Chas Mortimer (Yamaha)                           | Jarno Saarinen (Yamaha)                          | Hideo Kanaya (Yamaha)                           |
| 16     | 1973 | Salzburgring | 350 cc                | János Drapál (Yamaha)                           | Walter Villa (Yamaha)                           | Teuvo Länsivuori (Yamaha)                        | Giacomo Agostini (MV Agusta)                     | Giacomo Agostini (MV Agusta)                    |
| 16     | 1973 | Salzburgring | 500 cc                | Jarno Saarinen (Yamaha)                         | Hideo Kanaya (Yamaha)                           | Kim Newcombe (König)                             | Jarno Saarinen (Yamaha)                          | Jarno Saarinen (Yamaha)                         |
| 16     | 1973 | Salzburgring | Zijspanklasse         | Klaus Enders/ Ralf Engelhardt (Busch-BMW)       | Jeff Gawley/ Peter Sales (König)                | Michel Vanneste/ Serge Vanneste (BMW)            | Jeff Gawley/ Peter Sales (König)                 | Jeff Gawley/ Peter Sales (König)                |
|        |      |              |                       |                                                 |                                                 |                                                  |                                                  |                                                 |
| 17     | 1974 | Salzburgring | 125 cc                | Kent Andersson (Yamaha)                         | Ángel Nieto (Derbi)                             | Otello Buscherini (Malanca)                      | Ángel Nieto (Derbi)                              | Kent Andersson (Yamaha)                         |
| 17     | 1974 | Salzburgring | 350 cc                | Giacomo Agostini (Yamaha)                       | Chas Mortimer (Yamaha)                          | Dieter Braun (Yamaha)                            | Teuvo Länsivuori (Yamaha)                        | Teuvo Länsivuori (Yamaha)                       |
| 17     | 1974 | Salzburgring | 500 cc                | Giacomo Agostini (Yamaha)                       | Gianfranco Bonera (MV Agusta)                   | Barry Sheene (Suzuki)                            | Giacomo Agostini (Yamaha)                        | Gianfranco Bonera (MV Agusta)                   |
| 17     | 1974 | Salzburgring | Zijspanklasse         | Siegfried Schauzu/ Wolfgang Kalauch (BMW)       | Werner Schwärzel/ Karl-Heinz Kleis (König)      | Heinz Luthringshauser/ Hermann Hahn (BMW)        | Werner Schwärzel/ Karl-Heinz Kleis (König)       | Siegfried Schauzu/ Wolfgang Kalauch (BMW)       |
|        |      |              |                       |                                                 |                                                 |                                                  |                                                  |                                                 |
| 18     | 1975 | Salzburgring | 125 cc                | Paolo Pileri (Morbidelli)                       | Pier Paolo Bianchi (Morbidelli)                 | Henk van Kessel (Bridgestone)                    | Pier Paolo Bianchi (Morbidelli)                  | Pier Paolo Bianchi (Morbidelli)                 |
| 18     | 1975 | Salzburgring | 350 cc                | Hideo Kanaya (Yamaha)                           | Jon Ekerold (Yamaha)                            | Edu Celso-Santos (Yamaha)                        | Hideo Kanaya (Yamaha)                            | Hideo Kanaya (Yamaha)                           |
| 18     | 1975 | Salzburgring | 500 cc                | Hideo Kanaya (Yamaha)                           | Teuvo Länsivuori (Suzuki)                       | Phil Read (MV Agusta)                            | Giacomo Agostini (Yamaha)                        | Giacomo Agostini (Yamaha)                       |
| 18     | 1975 | Salzburgring | Zijspanklasse         | Rolf Steinhausen/ Josef Huber (Busch-König)     | Angelo Pantellini/ Freddo Mazzoni (König)       | Herbert Prügl/ Johann Kußberger (König)          | Rolf Biland/ Freddy Freiburghaus (Seymaz-Yamaha) | Angelo Pantellini/ Freddo Mazzoni (König)       |
|        |      |              |                       |                                                 |                                                 |                                                  |                                                  |                                                 |
| 19     | 1976 | Salzburgring | 125 cc                | Pier Paolo Bianchi (Morbidelli)                 | Paolo Pileri (Morbidelli)                       | Otello Buscherini (Malanca)                      | Pier Paolo Bianchi (Morbidelli)                  | Pier Paolo Bianchi (Morbidelli)                 |
| 19     | 1976 | Salzburgring | 350 cc                | Johnny Cecotto (Yamaha)                         | Walter Villa (Harley-Davidson)                  | John Dodds (Yamaha)                              | Johnny Cecotto (Yamaha)                          | Walter Villa (Harley-Davidson)                  |
| 19     | 1976 | Salzburgring | 500 cc                | Barry Sheene (Suzuki)                           | Marco Lucchinelli (Suzuki)                      | Phil Read (Suzuki)                               | Barry Sheene (Suzuki)                            | Barry Sheene (Suzuki)                           |
| 19     | 1976 | Salzburgring | Zijspanklasse         | Rolf Steinhausen/ Josef Huber (Busch-König)     | Werner Schwärzel/ Andreas Huber (-König)        | Siegfried Schauzu/ Clifton Lorentz (ARO-Fath)    | Rolf Biland/ Kenneth Williams (Seymaz-Yamaha)    | Rolf Steinhausen/ Josef Huber (Busch-König)     |
|        |      |              |                       |                                                 |                                                 |                                                  |                                                  |                                                 |
| 20     | 1977 | Salzburgring | 125 cc                | Eugenio Lazzarini (Morbidelli)                  | Pier Paolo Bianchi (Morbidelli)                 | Harald Bartol (Morbidelli)                       | Ángel Nieto (Bultaco)                            | Eugenio Lazzarini (Morbidelli)                  |
| 20     | 1977 | Salzburgring | 350 cc                | geannuleerd                                     | geannuleerd                                     | geannuleerd                                      | Alan North (Kawasaki)                            |                                                 |
| 20     | 1977 | Salzburgring | 500 cc                | Jack Findlay (Suzuki)                           | Max Wiener (Suzuki)                             | Alex George (Suzuki)                             | Barry Sheene (Suzuki)                            | Jack Findlay (Suzuki)                           |
| 20     | 1977 | Salzburgring | Zijspanklasse         | Rolf Biland/ Kenneth Williams (Schmid-Yamaha)   | George O'Dell/ Kenny Arthur (Windle-Yamaha)     | Alain Michel/ Gérard Lecorre (GEP-Yamaha)        | Rolf Biland/ Kenneth Williams (Schmid-Yamaha)    | Rolf Biland/ Kenneth Williams (Schmid-Yamaha)   |
|        |      |              |                       |                                                 |                                                 |                                                  |                                                  |                                                 |
| 21     | 1978 | Salzburgring | 125 cc                | Eugenio Lazzarini (MBA)                         | Harald Bartol (Morbidelli)                      | Pier Paolo Bianchi (Minarelli)                   | Eugenio Lazzarini (MBA)                          | Eugenio Lazzarini (MBA)                         |
| 21     | 1978 | Salzburgring | 350 cc                | Kork Ballington (Kawasaki)                      | Franco Uncini (Yamaha)                          | Takazumi Katayama (Yamaha)                       | Kork Ballington (Kawasaki)                       | Kork Ballington (Kawasaki)                      |
| 21     | 1978 | Salzburgring | 500 cc                | Kenny Roberts (Yamaha)                          | Johnny Cecotto (Yamaha)                         | Barry Sheene (Suzuki)                            | Johnny Cecotto (Yamaha)                          | Kenny Roberts (Yamaha)                          |
| 21     | 1978 | Salzburgring | Zijspanklasse         | Rolf Biland/ Kenneth Williams (TTM-Yamaha)      | Malcolm Hobson/ Kenny Birch (Schmid-Yamaha)     | Alain Michel/ Stuart Collins (Seymaz-Yamaha)     | Rolf Biland/ Kenneth Williams (TTM-Yamaha)       | Werner Schwärzel/ Andreas Huber (ARO-Fath)      |
|        |      |              |                       |                                                 |                                                 |                                                  |                                                  |                                                 |
| 22     | 1979 | Salzburgring | 125 cc                | Ángel Nieto (Minarelli)                         | Harald Bartol (Morbidelli)                      | Gert Bender (Bender)                             | Ángel Nieto (Minarelli)                          | Ángel Nieto (Minarelli)                         |
| 22     | 1979 | Salzburgring | 350 cc                | Kork Ballington (Kawasaki)                      | Jon Ekerold (Yamaha)                            | Toni Mang (Kawasaki)                             | Grunwald Harfmann (Yamaha)                       | Kork Ballington (Kawasaki)                      |
| 22     | 1979 | Salzburgring | 500 cc                | Kenny Roberts (Yamaha)                          | Virginio Ferrari (Suzuki)                       | Wil Hartog (Suzuki)                              | Johnny Cecotto (Yamaha)                          | Kenny Roberts (Yamaha)                          |
| 22     | 1979 | Salzburgring | Zijspanklasse (B2A) / | Göte Brodin/ Billy Gällros (Krauser-Yamaha)     | Siegfried Schauzu/ Lorenzo Puzo (Busch-Yamaha)  | Rolf Steinhausen/ Kenny Arthur (KSA-Yamaha)      | Siegfried Schauzu/ Lorenzo Puzo (Busch-Yamaha)   | Dick Greasley/ John Parkins (Yamaha)            |
| 22     | 1979 | Salzburgring | Zijspanklasse (B2B)   | Rolf Biland/ Kurt Waltisperg (LCR-Yamaha)       | Bruno Holzer/ Karl Meierhans (LCR-Yamaha)       | Klaus Sprengel/ Derek Booth (Suzuki)             | Rolf Biland/ Kurt Waltisperg (LCR-Yamaha)        | Alain Michel/ Michael Burkhard (Seymaz-Yamaha)  |
|        |      |              |                       |                                                 |                                                 |                                                  |                                                  |                                                 |
| 24     | 1981 | Salzburgring | 125 cc                | Ángel Nieto (Minarelli)                         | Loris Reggiani (Minarelli)                      | Pier Paolo Bianchi (MBA)                         | Pier Paolo Bianchi (MBA)                         | Ángel Nieto (Minarelli)                         |
| 24     | 1981 | Salzburgring | 350 cc                | Patrick Fernandez (Bimota-Yamaha)               | Toni Mang (Kawasaki)                            | Jon Ekerold (Bimota-Yamaha)                      | Toni Mang (Kawasaki)                             | Patrick Fernandez (Bimota-Yamaha)               |
| 24     | 1981 | Salzburgring | 500 cc                | Randy Mamola (Suzuki)                           | Graeme Crosby (Suzuki)                          | Hiroyuki Kawasaki (Suzuki)                       | Graeme Crosby (Suzuki)                           | Randy Mamola (Suzuki)                           |
| 24     | 1981 | Salzburgring | Zijspanklasse         | Jock Taylor/ Benga Johansson (Fowler-Yamaha)    | Rolf Biland/ Kurt Waltisperg (LCR-Yamaha)       | Alain Michel/ Michael Burkhard (Seymaz-Yamaha)   | Alain Michel/ Michael Burkhard (Seymaz-Yamaha)   | Alain Michel/ Michael Burkhard (Seymaz-Yamaha)  |
|        |      |              |                       |                                                 |                                                 |                                                  |                                                  |                                                 |
| 25     | 1982 | Salzburgring | 125 cc                | Ángel Nieto (Garelli)                           | August Auinger (Bartol-MBA)                     | Pier Paolo Bianchi (Sanvenero)                   | Hans Müller (MBA)                                | August Auinger (Bartol-MBA)                     |
| 25     | 1982 | Salzburgring | 350 cc                | Eric Saul (Chevallier-Yamaha)                   | Toni Mang (Kawasaki)                            | Patrick Fernandez (Bimota-Bartol)                | Didier de Radiguès (Chevallier-Yamaha)           | Toni Mang (Kawasaki)                            |
| 25     | 1982 | Salzburgring | 500 cc                | Franco Uncini (Suzuki)                          | Barry Sheene (Yamaha)                           | Kenny Roberts (Yamaha)                           | Graeme Crosby (Yamaha)                           | Marco Lucchinelli (Honda)                       |
| 25     | 1982 | Salzburgring | Zijspanklasse         | Rolf Biland/ Kurt Waltisperg (LCR-Yamaha)       | Alain Michel/ Michael Burkhard (Seymaz-Yamaha)  | Werner Schwärzel/ Andreas Huber (Seymaz-Yamaha)  | Rolf Biland/ Kurt Waltisperg (LCR-Yamaha)        | Rolf Biland/ Kurt Waltisperg (LCR-Yamaha)       |
|        |      |              |                       |                                                 |                                                 |                                                  |                                                  |                                                 |
| 26     | 1983 | Salzburgring | 125 cc                | Ángel Nieto (Garelli)                           | Eugenio Lazzarini (Garelli)                     | Pier Paolo Bianchi (Sanvenero)                   | Eugenio Lazzarini (Garelli)                      | Ángel Nieto (Morbidelli)                        |
| 26     | 1983 | Salzburgring | 250 cc                | Manfred Herweh (Real-Rotax)                     | Didier de Radiguès (Chevallier-Yamaha)          | Thierry Espié (Chevallier-Yamaha)                | Didier de Radiguès (Chevallier-Yamaha)           | Thierry Espié (Chevallier-Yamaha)               |
| 26     | 1983 | Salzburgring | 500 cc                | Kenny Roberts (Yamaha)                          | Eddie Lawson (Yamaha)                           | Randy Mamola (Suzuki)                            | Kenny Roberts (Yamaha)                           | Randy Mamola (Suzuki)                           |
| 26     | 1983 | Salzburgring | Zijspanklasse         | Rolf Biland/ Kurt Waltisperg (LCR-Yamaha)       | Werner Schwärzel/ Andreas Huber (Seymaz-Yamaha) | Egbert Streuer/ Bernard Schnieders (LCR-Yamaha)  | Rolf Biland/ Kurt Waltisperg (LCR-Yamaha)        | Alain Michel/ Claude Monchaud (LCR-Yamaha)      |
|        |      |              |                       |                                                 |                                                 |                                                  |                                                  |                                                 |
| 27     | 1984 | Salzburgring | 80 cc                 | Stefan Dörflinger (Zündapp)                     | Hubert Abold (Zündapp)                          | Gerhard Waibel (Real)                            | Stefan Dörflinger (Zündapp)                      | Stefan Dörflinger (Zündapp)                     |
| 27     | 1984 | Salzburgring | 250 cc                | Christian Sarron (Yamaha)                       | Toni Mang (Yamaha)                              | Sito Pons (Cobas-Rotax)                          | Christian Sarron (Yamaha)                        | Carlos Lavado (Yamaha)                          |
| 27     | 1984 | Salzburgring | 500 cc                | Eddie Lawson (Yamaha)                           | Freddie Spencer (Honda)                         | Randy Mamola (Honda)                             | Randy Mamola (Honda)                             | Randy Mamola (Honda)                            |
| 27     | 1984 | Salzburgring | Zijspanklasse         | Egbert Streuer/ Bernard Schnieders (LCR-Yamaha) | Werner Schwärzel/ Andreas Huber (LCR-Yamaha)    | Masato Kumano/ Helmut Diehl (LCR-Yamaha)         | Egbert Streuer/ Bernard Schnieders (LCR-Yamaha)  | Egbert Streuer/ Bernard Schnieders (LCR-Yamaha) |
|        |      |              |                       |                                                 |                                                 |                                                  |                                                  |                                                 |
| 28     | 1985 | Salzburgring | 125 cc                | Fausto Gresini (Garelli)                        | August Auinger (MBA)                            | Ezio Gianola (Garelli)                           | Ezio Gianola (Garelli)                           | Fausto Gresini (Garelli)                        |
| 28     | 1985 | Salzburgring | 250 cc                | Freddie Spencer (Honda)                         | Toni Mang (Honda)                               | Fausto Ricci (Honda)                             | Freddie Spencer (Honda)                          | Freddie Spencer (Honda)                         |
| 28     | 1985 | Salzburgring | 500 cc                | Freddie Spencer (Honda)                         | Eddie Lawson (Yamaha)                           | Christian Sarron (Yamaha)                        | Freddie Spencer (Honda)                          | Freddie Spencer (Honda)                         |
| 28     | 1985 | Salzburgring | Zijspanklasse         | Rolf Biland/ Kurt Waltisperg (LCR-Yamaha)       | Werner Schwärzel/ Fritz Buck (LCR-Yamaha)       | Steve Webster/ Tony Hewitt (LCR-Yamaha)          | Egbert Streuer/ Bernard Schnieders (LCR-Yamaha)  | Werner Schwärzel/ Fritz Buck (LCR-Yamaha)       |
|        |      |              |                       |                                                 |                                                 |                                                  |                                                  |                                                 |
| 29     | 1986 | Salzburgring | 80 cc                 | Jorge Martínez (Derbi)                          | Manuel Herreros (Derbi)                         | Pier Paolo Bianchi (Seel)                        | Jorge Martínez (Derbi)                           | Ian McConnachie (Krauser)                       |
| 29     | 1986 | Salzburgring | 125 cc                | Luca Cadalora (Garelli)                         | Ezio Gianola (MBA)                              | Bruno Kneubühler (LCR-MBA)                       | Luca Cadalora (Garelli)                          | Ezio Gianola (MBA)                              |
| 29     | 1986 | Salzburgring | 250 cc                | Carlos Lavado (Yamaha)                          | Martin Wimmer (Yamaha)                          | Jean-François Baldé (Honda)                      | Carlos Lavado (Yamaha)                           | Martin Wimmer (Yamaha)                          |
| 29     | 1986 | Salzburgring | 500 cc                | Eddie Lawson (Yamaha)                           | Wayne Gardner (Honda)                           | Randy Mamola (Yamaha)                            | Eddie Lawson (Yamaha)                            | Eddie Lawson (Yamaha)                           |
| 29     | 1986 | Salzburgring | Zijspanklasse         | Egbert Streuer/ Bernard Schnieders (LCR-Yamaha) | Steve Webster/ Tony Hewitt (LCR-Yamaha)         | Alain Michel/ Jean-Marc Fresc (LCR-Krauser)      | Egbert Streuer/ Bernard Schnieders (LCR-Yamaha)  | Egbert Streuer/ Bernard Schnieders (LCR-Yamaha) |
|        |      |              |                       |                                                 |                                                 |                                                  |                                                  |                                                 |
| 30     | 1987 | Salzburgring | 80 cc                 | Jorge Martínez (Derbi)                          | Gerhard Waibel (Krauser)                        | Manuel Herreros (Derbi)                          | Jorge Martínez (Derbi)                           | Gerhard Waibel (Krauser)                        |
| 30     | 1987 | Salzburgring | 125 cc                | Fausto Gresini (Garelli)                        | Bruno Casanova (Garelli)                        | Paolo Casoli (LCR-MBA)                           | Paolo Casoli (LCR-MBA)                           | Fausto Gresini (Garelli)                        |
| 30     | 1987 | Salzburgring | 250 cc                | Toni Mang (Honda)                               | Loris Reggiani (Aprilia-Rotax)                  | Reinhold Roth (Honda)                            | Toni Mang (Honda)                                | Carlos Cardús (Honda)                           |
| 30     | 1987 | Salzburgring | 500 cc                | Wayne Gardner (Honda)                           | Randy Mamola (Yamaha)                           | Niall Mackenzie (Honda)                          | Wayne Gardner (Honda)                            | Didier de Radiguès (Cagiva)                     |
| 30     | 1987 | Salzburgring | Zijspanklasse         | Rolf Biland/ Kurt Waltisperg (LCR-Krauser)      | Egbert Streuer/ Bernard Schnieders (LCR-Yamaha) | Alain Michel/ Jean-Marc Fresc (LCR-Krauser)      | Egbert Streuer/ Bernard Schnieders (LCR-Yamaha)  | Alain Michel/ Jean-Marc Fresc (LCR-Krauser)     |
|        |      |              |                       |                                                 |                                                 |                                                  |                                                  |                                                 |
| 31     | 1988 | Salzburgring | 125 cc                | Jorge Martínez (Derbi)                          | Ezio Gianola (Honda)                            | Stefan Prein (Honda)                             | Jorge Martínez (Derbi)                           | Hans Spaan (Honda)                              |
| 31     | 1988 | Salzburgring | 250 cc                | Jacques Cornu (Honda)                           | Reinhold Roth (Honda)                           | Juan Garriga (Yamaha)                            | Jacques Cornu (Honda)                            | Jacques Cornu (Honda)                           |
| 31     | 1988 | Salzburgring | 500 cc                | Eddie Lawson (Yamaha)                           | Didier de Radiguès (Yamaha)                     | Wayne Rainey (Yamaha)                            | Christian Sarron (Yamaha)                        | Didier de Radiguès (Yamaha)                     |
| 31     | 1988 | Salzburgring | Zijspanklasse         | Rolf Biland/ Kurt Waltisperg (LCR-Krauser)      | Alain Michel/ Jean-Marc Fresc (LCR-Krauser)     | Steve Webster/ Tony Hewitt (LCR-Krauser)         | Rolf Biland/ Kurt Waltisperg (LCR-Krauser)       | Rolf Biland/ Kurt Waltisperg (LCR-Krauser)      |
|        |      |              |                       |                                                 |                                                 |                                                  |                                                  |                                                 |
| 32     | 1989 | Salzburgring | 125 cc                | Hans Spaan (Honda)                              | Julián Miralles (Derbi)                         | Àlex Crivillé (Cobas-Rotax)                      | Jorge Martínez (Derbi)                           | Àlex Crivillé (Cobas-Rotax)                     |
| 32     | 1989 | Salzburgring | 250 cc                | Sito Pons (Honda)                               | Jacques Cornu (Honda)                           | Martin Wimmer (Aprilia)                          | Sito Pons (Honda)                                | Sito Pons (Honda)                               |
| 32     | 1989 | Salzburgring | 500 cc                | Kevin Schwantz (Suzuki)                         | Eddie Lawson (Honda)                            | Wayne Rainey (Yamaha)                            | Kevin Schwantz (Suzuki)                          | Kevin Schwantz (Suzuki)                         |
| 32     | 1989 | Salzburgring | Zijspanklasse         | Rolf Biland/ Kurt Waltisperg (LCR-Krauser)      | Egbert Streuer/ Geral de Haas (LCR-Yamaha)      | Alain Michel/ Jean-Marc Fresc (LCR-Krauser)      | Steve Webster/ Tony Hewitt (LCR-Krauser)         | Rolf Biland/ Kurt Waltisperg (LCR-Krauser)      |
|        |      |              |                       |                                                 |                                                 |                                                  |                                                  |                                                 |
| 33     | 1990 | Salzburgring | 125 cc                | Jorge Martínez (Cobas-Rotax)                    | Loris Capirossi (Honda)                         | Stefan Prein (Honda)                             | Hans Spaan (Honda)                               | Stefan Prein (Honda)                            |
| 33     | 1990 | Salzburgring | 250 cc                | Luca Cadalora (Honda)                           | Martin Wimmer (Aprilia)                         | John Kocinski (Yamaha)                           | Carlos Cardús (Honda)                            | Luca Cadalora (Honda)                           |
| 33     | 1990 | Salzburgring | 500 cc                | Kevin Schwantz (Suzuki)                         | Wayne Rainey (Yamaha)                           | Mick Doohan (Honda)                              | Wayne Rainey (Yamaha)                            | Wayne Rainey (Yamaha)                           |
| 33     | 1990 | Salzburgring | Zijspanklasse         | Egbert Streuer/ Geral de Haas (LCR-Yamaha)      | Steve Webster/ Gavin Simmons (LCR-Krauser)      | Alain Michel/ Simon Birchall (LCR-Krauser)       | Alain Michel/ Simon Birchall (LCR-Krauser)       | Egbert Streuer/ Geral de Haas (LCR-Yamaha)      |
|        |      |              |                       |                                                 |                                                 |                                                  |                                                  |                                                 |
| 34     | 1991 | Salzburgring | 125 cc                | Fausto Gresini (Honda)                          | Ralf Waldmann (Honda)                           | Noboru Ueda (Honda)                              | Ralf Waldmann (Honda)                            | Jorge Martínez (Honda)                          |
| 34     | 1991 | Salzburgring | 250 cc                | Helmut Bradl (Honda)                            | Carlos Cardús (Honda)                           | Wilco Zeelenberg (Honda)                         | Helmut Bradl (Honda)                             | Carlos Cardús (Honda)                           |
| 34     | 1991 | Salzburgring | 500 cc                | Mick Doohan (Honda)                             | Wayne Rainey (Yamaha)                           | Kevin Schwantz (Suzuki)                          | Mick Doohan (Honda)                              | Wayne Rainey (Yamaha)                           |
| 34     | 1991 | Salzburgring | Zijspanklasse         | Steve Webster/ Gavin Simmons (LCR-Krauser)      | Rolf Biland/ Kurt Waltisperg (LCR-Honda)        | Masato Kumano/ Eckard Rösinger (LCR-Yamaha)      | Steve Webster/ Gavin Simmons (LCR-Krauser)       | Ralph Bohnhorst/ Bruno Hiller (LCR-Krauser)     |
|        |      |              |                       |                                                 |                                                 |                                                  |                                                  |                                                 |
| 35     | 1993 | Salzburgring | 125 cc                | Takeshi Tsujimura (Honda)                       | Kazuto Sakata (Honda)                           | Dirk Raudies (Honda)                             | Kazuto Sakata (Honda)                            | Takeshi Tsujimura (Honda)                       |
| 35     | 1993 | Salzburgring | 250 cc                | Loris Capirossi (Honda)                         | Doriano Romboni (Honda)                         | Helmut Bradl (Honda)                             | Doriano Romboni (Honda)                          | Helmut Bradl (Honda)                            |
| 35     | 1993 | Salzburgring | 500 cc                | Kevin Schwantz (Suzuki)                         | Mick Doohan (Honda)                             | Wayne Rainey (Yamaha)                            | Kevin Schwantz (Suzuki)                          | Mick Doohan (Honda)                             |
|        |      |              |                       |                                                 |                                                 |                                                  |                                                  |                                                 |
| 36     | 1994 | Salzburgring | 125 cc                | Dirk Raudies (Honda)                            | Noboru Ueda (Honda)                             | Garry McCoy (Aprilia)                            | Noboru Ueda (Honda)                              | Dirk Raudies (Honda)                            |
| 36     | 1994 | Salzburgring | 250 cc                | Loris Capirossi (Honda)                         | Max Biaggi (Aprilia)                            | Doriano Romboni (Honda)                          | Max Biaggi (Aprilia)                             | Loris Capirossi (Honda)                         |
| 36     | 1994 | Salzburgring | 500 cc                | Mick Doohan (Honda)                             | Kevin Schwantz (Suzuki)                         | Àlex Crivillé (Honda)                            | Mick Doohan (Honda)                              | Mick Doohan (Honda)                             |
|        |      |              |                       |                                                 |                                                 |                                                  |                                                  |                                                 |
| 37     | 1996 | A1-Ring      | 125 cc                | Ivan Goi (Honda)                                | Dirk Raudies (Honda)                            | Valentino Rossi (Aprilia)                        | Masaki Tokudome (Aprilia)                        | Dirk Raudies (Honda)                            |
| 37     | 1996 | A1-Ring      | 250 cc                | Ralf Waldmann (Honda)                           | Luis d'Antin (Honda)                            | Jürgen Fuchs (Honda)                             | Olivier Jacque (Honda)                           | Ralf Waldmann (Honda)                           |
| 37     | 1996 | A1-Ring      | 500 cc                | Àlex Crivillé (Honda)                           | Mick Doohan (Honda)                             | Norifumi Abe (Yamaha)                            | Mick Doohan (Honda)                              | Àlex Crivillé (Honda)                           |
| 37     | 1996 | A1-Ring      | Zijspanklasse         | Paul Güdel/ Charly Güdel (LCR-BRM-Swissauto)    | Darren Dixon/ Andy Hetherington (Windle-ADM)    | Rolf Biland/ Kurt Waltisperg (LCR-BRM-Swissauto) | Rolf Biland/ Kurt Waltisperg (LCR-BRM-Swissauto) | Paul Güdel/ Charly Güdel (LCR-BRM-Swissauto)    |
|        |      |              |                       |                                                 |                                                 |                                                  |                                                  |                                                 |
| 38     | 1997 | A1-Ring      | 125 cc                | Noboru Ueda (Honda)                             | Valentino Rossi (Aprilia)                       | Tomomi Manako (Honda)                            | Noboru Ueda (Honda)                              | Valentino Rossi (Aprilia)                       |
| 38     | 1997 | A1-Ring      | 250 cc                | Olivier Jacque (Honda)                          | Ralf Waldmann (Honda)                           | Max Biaggi (Honda)                               | Ralf Waldmann (Honda)                            | Loris Capirossi (Aprilia)                       |
| 38     | 1997 | A1-Ring      | 500 cc                | Mick Doohan (Honda)                             | Tadayuki Okada (Honda)                          | Luca Cadalora (Yamaha)                           | Mick Doohan (Honda)                              | Mick Doohan (Honda)                             |
| 38     | 1997 | A1-Ring      | Zijspanklasse         | Steve Webster/ David James (LCR-Honda)          | Markus Schlosser/ Daniel Hauser (LCR-Swissauto) | Paul Güdel/ Charly Güdel (LCR-Swissauto)         | niet bekend                                      | niet bekend                                     |

### Vanaf 2016 (Wereldkampioenschap wegrace)
| Editie | Jaar | Circuit       | Klasse | 1e                         | 2e                            | 3e                            | Poleposition               | snelste ronde               |
| ------ | ---- | ------------- | ------ | -------------------------- | ----------------------------- | ----------------------------- | -------------------------- | --------------------------- |
| 39     | 2016 | Red Bull Ring | Moto3  | Joan Mir (KTM)             | Brad Binder (KTM)             | Enea Bastianini (Honda)       | Joan Mir (KTM)             | Philipp Öttl (KTM)          |
| 39     | 2016 | Red Bull Ring | Moto2  | Johann Zarco (Kalex)       | Franco Morbidelli (Kalex)     | Álex Rins (Kalex)             | Johann Zarco (Kalex)       | Johann Zarco (Kalex)        |
| 39     | 2016 | Red Bull Ring | MotoGP | Andrea Iannone (Ducati)    | Andrea Dovizioso (Ducati)     | Jorge Lorenzo (Yamaha)        | Andrea Iannone (Ducati)    | Andrea Iannone (Ducati)     |
|        |      |               |        |                            |                               |                               |                            |                             |
| 40     | 2017 | Red Bull Ring | Moto3  | Joan Mir (Honda)           | Philipp Öttl (KTM)            | Jorge Martín (Honda)          | Gabriel Rodrigo (KTM)      | Jaume Masiá (KTM)           |
| 40     | 2017 | Red Bull Ring | Moto2  | Franco Morbidelli (Kalex)  | Álex Márquez (Kalex)          | Thomas Lüthi (Kalex)          | Mattia Pasini (Kalex)      | Álex Márquez (Kalex)        |
| 40     | 2017 | Red Bull Ring | MotoGP | Andrea Dovizioso (Ducati)  | Marc Márquez (Honda)          | Dani Pedrosa (Honda)          | Marc Márquez (Honda)       | Johann Zarco (Yamaha)       |
|        |      |               |        |                            |                               |                               |                            |                             |
| 41     | 2018 | Red Bull Ring | Moto3  | Marco Bezzecchi (KTM)      | Enea Bastianini (Honda)       | Jorge Martín (Honda)          | Marco Bezzecchi (KTM)      | Lorenzo Dalla Porta (Honda) |
| 41     | 2018 | Red Bull Ring | Moto2  | Francesco Bagnaia (Kalex)  | Miguel Oliveira (KTM)         | Luca Marini (Kalex)           | Francesco Bagnaia (Kalex)  | Brad Binder (KTM)           |
| 41     | 2018 | Red Bull Ring | MotoGP | Jorge Lorenzo (Ducati)     | Marc Márquez (Honda)          | Andrea Dovizioso (Ducati)     | Marc Márquez (Honda)       | Andrea Dovizioso (Ducati)   |
|        |      |               |        |                            |                               |                               |                            |                             |
| 42     | 2019 | Red Bull Ring | MotoE  | Mike Di Meglio (Energica)  | Xavier Siméon (Energica)      | Bradley Smith (Energica)      | Mike Di Meglio (Energica)  | Mike Di Meglio (Energica)   |
| 42     | 2019 | Red Bull Ring | Moto3  | Romano Fenati (Honda)      | Tony Arbolino (Honda)         | John McPhee (Honda)           | John McPhee (Honda)        | Celestino Vietti (KTM)      |
| 42     | 2019 | Red Bull Ring | Moto2  | Brad Binder (KTM)          | Álex Márquez (Kalex)          | Jorge Navarro (Speed Up)      | Tetsuta Nagashima (Kalex)  | Luca Marini (Kalex)         |
| 42     | 2019 | Red Bull Ring | MotoGP | Andrea Dovizioso (Ducati)  | Marc Márquez (Honda)          | Fabio Quartararo (Yamaha)     | Marc Márquez (Honda)       | Andrea Dovizioso (Ducati)   |
|        |      |               |        |                            |                               |                               |                            |                             |
| 43     | 2020 | Red Bull Ring | Moto3  | Albert Arenas (KTM)        | Jaume Masiá (Honda)           | John McPhee (Honda)           | Raúl Fernández (KTM)       | Darryn Binder (KTM)         |
| 43     | 2020 | Red Bull Ring | Moto2  | Jorge Martín (Kalex)       | Luca Marini (Kalex)           | Marcel Schrötter (Kalex)      | Remy Gardner (Kalex)       | Jorge Martín (Kalex)        |
| 43     | 2020 | Red Bull Ring | MotoGP | Andrea Dovizioso (Ducati)  | Joan Mir (Suzuki)             | Jack Miller (Ducati)          | Maverick Viñales (Yamaha)  | Álex Rins (Suzuki)          |
|        |      |               |        |                            |                               |                               |                            |                             |
| 44     | 2021 | Red Bull Ring | MotoE  | Lukas Tulovic (Energica)   | Eric Granado (Energica)       | Dominique Aegerter (Energica) | Fermín Aldeguer (Energica) | Eric Granado (Energica)     |
| 44     | 2021 | Red Bull Ring | Moto3  | Sergio García (GasGas)     | Deniz Öncü (KTM)              | Dennis Foggia (Honda)         | Romano Fenati (Husqvarna)  | Izan Guevara (GasGas)       |
| 44     | 2021 | Red Bull Ring | Moto2  | Raúl Fernández (Kalex)     | Ai Ogura (Kalex)              | Augusto Fernández (Kalex)     | Sam Lowes (Kalex)          | Somkiat Chantra (Kalex)     |
| 44     | 2021 | Red Bull Ring | MotoGP | Brad Binder (KTM)          | Francesco Bagnaia (Ducati)    | Jorge Martín (Ducati)         | Jorge Martín (Ducati)      | Fabio Quartararo (Yamaha)   |
|        |      |               |        |                            |                               |                               |                            |                             |
| 45     | 2022 | Red Bull Ring | MotoE  | Eric Granado (Energica)    | Dominique Aegerter (Energica) | Miquel Pons (Energica)        | Eric Granado (Energica)    | Eric Granado (Energica)     |
| 45     | 2022 | Red Bull Ring | MotoE  | Eric Granado (Energica)    | Miquel Pons (Energica)        | Dominique Aegerter (Energica) | Eric Granado (Energica)    | Eric Granado (Energica)     |
| 45     | 2022 | Red Bull Ring | Moto3  | Ayumu Sasaki (Husqvarna)   | Tatsuki Suzuki (Honda)        | David Muñoz (KTM)             | Daniel Holgado (KTM)       | David Muñoz (KTM)           |
| 45     | 2022 | Red Bull Ring | Moto2  | Ai Ogura (Kalex)           | Somkiat Chantra (Kalex)       | Jake Dixon (Kalex)            | Ai Ogura (Kalex)           | Celestino Vietti (Kalex)    |
| 45     | 2022 | Red Bull Ring | MotoGP | Francesco Bagnaia (Ducati) | Fabio Quartararo (Yamaha)     | Jack Miller (Ducati)          | Enea Bastianini (Ducati)   | Jorge Martín (Ducati)       |
|        |      |               |        |                            |                               |                               |                            |                             |
| 46     | 2023 | Red Bull Ring | MotoE  | Mattia Casadei (Ducati)    | Eric Granado (Ducati)         | Kevin Zannoni (Ducati)        | Kevin Zannoni (Ducati)     | Mattia Casadei (Ducati)     |
| 46     | 2023 | Red Bull Ring | MotoE  | Mattia Casadei (Ducati)    | Matteo Ferrari (Ducati)       | Kevin Zannoni (Ducati)        | Kevin Zannoni (Ducati)     | Mattia Casadei (Ducati)     |
| 46     | 2023 | Red Bull Ring | Moto3  | Deniz Öncü (KTM)           | Daniel Holgado (KTM)          | Ayumu Sasaki (Husqvarna)      | Collin Veijer (Husqvarna)  | David Alonso (GasGas)       |
| 46     | 2023 | Red Bull Ring | Moto2  | Celestino Vietti (Kalex)   | Pedro Acosta (Kalex)          | Ai Ogura (Kalex)              | Pedro Acosta (Kalex)       | Pedro Acosta (Kalex)        |
| 46     | 2023 | Red Bull Ring | MotoGP | Francesco Bagnaia (Ducati) | Brad Binder (KTM)             | Marco Bezzecchi (Ducati)      | Francesco Bagnaia (Ducati) | Francesco Bagnaia (Ducati)  |
|        |      |               |        |                            |                               |                               |                            |                             |
| 47     | 2024 | Red Bull Ring | MotoE  | Óscar Gutiérrez (Ducati)   | Héctor Garzó (Ducati)         | Mattia Casadei (Ducati)       | Óscar Gutiérrez (Ducati)   | Óscar Gutiérrez (Ducati)    |
| 47     | 2024 | Red Bull Ring | MotoE  | Héctor Garzó (Ducati)      | Kevin Zannoni (Ducati)        | Mattia Casadei (Ducati)       | Óscar Gutiérrez (Ducati)   | Mattia Casadei (Ducati)     |
| 47     | 2024 | Red Bull Ring | Moto3  | David Alonso (CFMoto)      | David Muñoz (KTM)             | Daniel Holgado (GasGas)       | Iván Ortolá (KTM)          | Tatsuki Suzuki (Husqvarna)  |
| 47     | 2024 | Red Bull Ring | Moto2  | Celestino Vietti (Kalex)   | Alonso López (Boscoscuro)     | Jake Dixon (Kalex)            | Celestino Vietti (Kalex)   | Celestino Vietti (Kalex)    |
| 47     | 2024 | Red Bull Ring | MotoGP | Francesco Bagnaia (Ducati) | Jorge Martín (Ducati)         | Enea Bastianini (Ducati)      | Jorge Martín (Ducati)      | Francesco Bagnaia (Ducati)  |
|        |      |               |        |                            |                               |                               |                            |                             |
| 48     | 2025 | Red Bull Ring | MotoE  | Matteo Ferrari (Ducati)    | Héctor Garzó (Ducati)         | Eric Granado (Ducati)         | Matteo Ferrari (Ducati)    | Óscar Gutiérrez (Ducati)    |
| 48     | 2025 | Red Bull Ring | MotoE  | Matteo Ferrari (Ducati)    | Mattia Casadei (Ducati)       | Héctor Garzó (Ducati)         | Matteo Ferrari (Ducati)    | Matteo Ferrari (Ducati)     |
| 48     | 2025 | Red Bull Ring | Moto3  | Ángel Piqueras (KTM)       | Ryusei Yamanaka (KTM)         | David Muñoz (KTM)             | Valentín Perrone (KTM)     | Taiyo Furusato (Honda)      |
| 48     | 2025 | Red Bull Ring | Moto2  | Diogo Moreira (Kalex)      | Daniel Holgado (Kalex)        | Celestino Vietti (Boscoscuro) | Manuel González (Kalex)    | David Alonso (Kalex)        |
| 48     | 2025 | Red Bull Ring | MotoGP | Marc Márquez (Ducati)      | Fermín Aldeguer (Ducati)      | Marco Bezzecchi (Aprilia)     | Marco Bezzecchi (Aprilia)  | Marco Bezzecchi (Aprilia)   |

## Voetnoten
1927 · 1928 · 1929 · 1930 · 1947 · 1948 · 1950 · 1951 · 1952 · 1953 · 1954 · 1955 · 1956 · 1957 · 1958 · 1959 · 1960 · 1961 · 1962 · 1963 · 1964 · 1965 · 1966 · 1967 · 1968 · 1969 · 1970 · 1971 · 1972 · 1973 · 1974 · 1975 · 1976 · 1977 · 1978 · 1979 · 1981 · 1982 · 1983 · 1984 · 1985 · 1986 · 1987 · 1988 · 1989 · 1990 · 1991 · 1993 · 1994 · 1996 · 1997 · 2016 · 2017 · 2018 · 2019 · 2020 · 2021 · 2022 · 2023 · 2024 · 2025 · 2026